# Buczyn (Ukraina)
Buczyn – wieś położona w obwodzie wołyńskim w rejonie kamieńskim nad Stochódem na Ukrainie. Wieś słynie z cudów cudotwórczej ikony Matki Bożej Buczyńskiej, która przyciąga pielgrzymów z całego obwodu wołyńskiego, rówieńskiego na Ukrainie i obwodu pińskiego na Białorusi.
Większość mieszkańców wsi stanowią wyznawcy prawosławia, uczęszczający do miejscowej cerkwi-sanktuarium pw. św. Mikołaja.
Wieś szlachecka położona była w końcu XVIII wieku w powiecie pińskim województwa brzeskolitewskiego.
Do 2020 w rejonie lubieszowskim. 